# Typhlonyphia reimoseri
Typhlonyphia reimoseri Kratochvíl, 1936 è un ragno appartenente alla famiglia Linyphiidae.
È l'unica specie nota del genere Typhlonyphia.

## Etimologia
Il nome specifico è in onore dell'aracnologo austriaco Eduard Reimoser (1864-1940).

## Distribuzione
La specie è stata rinvenuta in Europa orientale e in Croazia

## Tassonomia
Nel 1978 l'aracnologo Kratochvíl ha descritto un esemplare maschile dell'unica sottospecie di questo genere: la Typhlonyphia reimoseri meridionalis
Dal 1999 non sono stati esaminati esemplari..